# Edgardo Mortara
Edgardo Mortara Levi, más conocido como Edgardo Mortara (Bolonia, Estados Pontificios, 27 de agosto de 1851 - Lieja, Bélgica, 11 de marzo de 1940) fue un sacerdote católico nacido en el seno de una familia judía, observante y perteneciente a la tribu de Leví. La historia de vida del sacerdote es conocida como El caso Mortara o El secuestro de Mortara, y fue una cause célèbre italiana que captó la atención de gran parte de Europa y América del Norte en las décadas de 1850 y 1860: se trató del secuestro —considerado por algunos defensores de la Iglesia Católica como "confiscación"— por parte de los Estados Pontificios de Edgardo Mortara cuando tenía 6 años y vivía con su familia judía en Bolonia; el mismo se dio basándose en el testimonio de una ex sirvienta de la familia que afirmó haberle administrado un bautismo "de emergencia" al niño cuando enfermó siendo bebé. Mortara creció como católico bajo la protección del Papa Pío IX, quien rechazó las desesperadas súplicas de sus padres por su regreso. Mortara finalmente se convirtió en sacerdote. La indignación nacional e internacional contra las acciones del Estado Pontificio contribuyó a su caída en medio de la unificación de Italia.
A finales de 1857, el inquisidor de Bolonia, el padre Pier Feletti, se enteró de que Anna Morisi, que había trabajado en la casa Mortara durante seis años, había bautizado en secreto a Edgardo cuando pensaba que estaba a punto de morir siendo un bebé. La Suprema Sagrada Congregación de la Inquisición Romana sostuvo que la acción convertía irrevocablemente al niño en cristiano y, debido a que los Estados Pontificios prohibían la crianza de cristianos por parte de miembros de otras religiones, ordenó que fuera separado de su familia y traído por la Iglesia. La policía fue a la casa de Mortara a última hora del 23 de junio de 1858 y tomó custodia de Edgardo la noche siguiente.
Después de que al padre del niño se le permitió visitarlo durante agosto y septiembre de 1858, surgieron dos relatos totalmente diferentes: uno hablaba de un niño que quería regresar con su familia y la fe de sus antepasados, mientras que el otro describía a un niño que había aprendido el catecismo perfectamente y quería que sus padres también se hicieran católicos. Las protestas internacionales aumentaron, pero el Papa no se dejó convencer. Después de que terminó el gobierno pontificio en Bolonia en 1859, Feletti fue procesado por su papel en el secuestro de Mortara, pero fue absuelto cuando el tribunal decidió que no había actuado por iniciativa propia. Con el Papa como padre sustituto, Mortara se formó para el sacerdocio en Roma hasta que el Reino de Italia capturó la ciudad en 1870, poniendo fin a la existencia de los Estados Pontificios. Al salir del país, Mortara fue ordenado sacerdote en Francia tres años después, a la edad de 21 años. Pasó la mayor parte de su vida fuera de Italia y murió en Bélgica en 1940, a la edad de 88 años.
Varios historiadores destacan el asunto como uno de los acontecimientos más significativos del papado de Pío IX, y yuxtaponen su manejo del mismo en 1858 con la pérdida de la mayor parte de su territorio un año después. El caso alteró notablemente la política del emperador francés Napoleón III, quien pasó de oponerse al movimiento de unificación italiana a apoyarlo activamente. La historiografía tradicional italiana sobre la unificación del país no concede mucha importancia al caso Mortara que, a finales del siglo XX, era recordado principalmente por los eruditos judíos. Un estudio realizado en 1997 por el historiador estadounidense David Kertzer marcó el inicio de un reexamen más amplio del mismo.

## Biografía

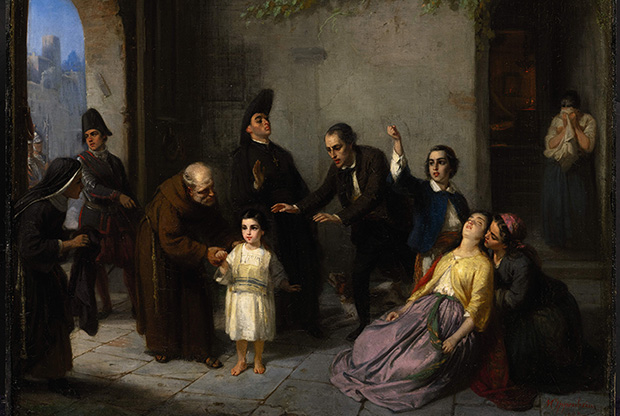
El secuestro de Edgardo Mortara Leví. Óleo por el pintor judío Moritz Daniel Oppenheim, 1862.

Nació el 27 de agosto de 1851, en Bolonia, en ese entonces parte de los Estados Pontificios. Con tan solo seis meses enfermó, y en ese contexto una servidora de la casa de los Mortara, una adolescente analfabeta llamada Anna Morisi, llevó secretamente a un sacerdote católico a la casa de la familia para bautizar como católico al bebé en la creencia de que estaba mortalmente enfermo. 
El hecho fue conocido por las autoridades de los Estados Pontificios y se emitió una orden -de acuerdo con la encíclica papal Postremo mense- para que el niño Edgardo fuese retirado por la fuerza de la casa de sus padres hebreos por orden eclesiástica, bajo el argumento de que había sido bautizado como católico, y enviado a una institución de educación donde fue educado en dicha fe. Sus padres lucharon durante doce años para conseguir que fuera liberado, acusando al gobierno pontificio de haber ejecutado un simple secuestro del menor, empeño que fue obstaculizado sistemáticamente por Pío IX.
Siendo adolescente se le dio libertad a Mortara para volver con sus padres, lo que efectivamente realizó, aunque un mes después decidió retornar a la ciudad de Roma, en razón de los conflictos que le provocaba que sus padres no compartieran su ferviente catolicismo ni aceptasen sus constantes exigencias para abandonar la fe judía. 
El caso se tornó en una cause célèbre en toda Europa con comunidades judías y protestantes acusando a la jerarquía del papado de ejecutar el secuestro de un niño para una conversión forzada, denunciando el hecho como ejemplo de fanatismo religioso católico, además de insinuar el anacronismo político de los propios Estados Pontificios que permitían tales normas. 
Como respuesta, la prensa pontificia mostró a Mortara como sincero converso a la fe católica pese a ser apenas un niño cuando fue bautizado, agregando que conforme a la encíclica papal Postremo mense era inaceptable que un niño bautizado católico se criase con sus padres judíos. Tras la Toma de Roma en 1870, Mortara fue secretamente enviado a Austria por la jerarquía del Vaticano, al saberse que su padre y hermano mayor acudían a Roma a buscarle con apoyo de las nuevas autoridades del reino italiano. Refugiado en un seminario austríaco y recibiendo una pensión vitalicia del Papado, en 1873 decidió hacerse sacerdote.
Su padre murió en 1881 y su madre falleció en 1890, ambos rechazando siempre la insistencia de su hijo para convertirse al catolicismo. Luego de estos hechos, el resto de su familia de origen -a quien también pretendía convertir- rehusó mantener más contacto con él. El propio Mortara retornó a Italia décadas después de su ingreso al sacerdocio, pero en 1919 se estableció definitivamente en Lieja, Bélgica, viviendo allí hasta su muerte el 11 de marzo de 1940.

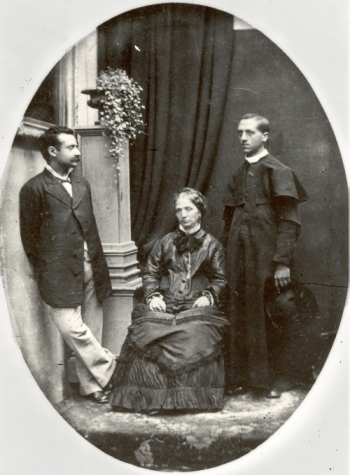
Edgardo Mortara de adulto como sacerdote agustino (derecha) y su madre (sentada).

El llamado «Caso Mortara» conmovió a la opinión pública de la época y, más recientemente, ha sido causa de las críticas que recibió la beatificación del papa Pío IX en el 2000. Años antes, el propio Mortara había manifestado su deseo de que Pío IX -a quien "consideraba como un padre"- fuera declarado beato.

### Vinculación con el País Vasco
El padre Mortara tiene una calle dedicada en Oñate, Guipúzcoa, localidad en la que residió durante cierto tiempo hacia 1884. Mortara, que era un gran políglota, llegó al País Vasco, España, atraído por su lengua, el euskera, idioma que llegó a aprender y en el que llegó a expresarse en sermones y poesía. Miguel de Unamuno, en su libro Contra esto y aquello, lo recuerda predicando en lengua vasca en Guernica, y también recaudando fondos para su Orden en el balneario de Cestona. Colaboró con varias publicaciones vascas de la época.

## En la cultura popular
La historia de El caso Mortara fue adaptada en la película de drama italiano de 2023 Rapito ("Rapto" o "Secuestro" en italiano), de Marco Bellocchio.